# Glinka (przełęcz)
Przełęcz Glinka (845 m) – przełęcz między szczytami Magurka w Grupie Oszusa na południu a Jaworzyną w Grupie Pilska na północy, równocześnie będąca granicą między Beskidem Żywiecko-Orawskim (po wschodniej stronie) i Beskidem Żywiecko-Kisuckim (po zachodniej stronie). Biegnie przez nią Wielki Europejski Dział Wodny oraz granica polsko-słowacka. Położona jest m. W kierunku zachodnim spod przełęczy spływa potok Glinka w zlewni Soły, natomiast w kierunku wschodnim – potok Cisanówka (słow. Tisaňovka), należący do dorzecza Białej Orawy
Przełęcz Glinka nazywana bywa także Przełęczą Ujsolską. Przez przełęcz wiedzie droga łącząca Ujsoły na Żywiecczyźnie przez wieś Glinkę z Nowocią na słowackiej Orawie. W okresie międzywojennym przez przełęcz prowadził dalekobieżny szlak turystyczny z Baraniej Góry na Pilsko. Zlikwidowany został po II wojnie światowej, gdy zamknięto granicę między Polską a Czechosłowacją. W latach 1996–2007 funkcjonowało na przełęczy polsko-słowackie przejście graniczne Ujsoły-Novoť. Wówczas na przełęcz nie było drogi asfaltowej, a tylko kiepska droga leśna.
Polskie stoki przełęczy Glinka znajdują się w granicach wsi Glinka w województwie śląskim, w powiecie żywieckim, w gminie Ujsoły. Grzbietem przez przełęcz biegnie niebiesko znakowany, dalekobieżny słowacki graniczny szlak turystyczny.